# Еркингер фон Франкенщайн
Еркингер фон Франкенщайн (на немски: Erkinger von Frankenstein; * пр. 1309; † сл. 1321) е господар на Франкенщайн в Оденвалд.

## Произход
Той е син на Конрад I фон Франкенщайн († сл. 1292) и съпругата му Ирменгард фон Магенхайм († сл. 1292), дъщеря на Еркингер V фон Магенхайм († 1308) и Анна († сл. 1308).

## Фамилия
Еркингер фон Франкенщайн се жени за Еуфемия фон Ербах († сл. 1321), дъщеря на шенк Йохан I фон Ербах († 1296) и Анна фон Ринек († 1306). Те имат един син:
- Конрад II фон Франкенщайн († сл. 1366), женен I. за Елизабет фон Динхайм († пр. 1340), II. за Магдалена фон Ербах-Ербах († сл. 1366)